# Val di Sole
Val di Sole (en español valle del sol) es un valle alpino en la región de Trentino-Alto Adigio, al norte de Italia. Las localidades principales en el valle son Malè, Vermiglio, Peio, Dimaro y Croviana.
El valle está coronado por el paso de Tonale, y junto al valle del río Oglio que fluye hacia Edolo. Por el noroeste, el área es dominada por el pico Ortles y el parque nacional del Stelvio, y en el suroeste por la cordillera Adamello-Presanella con el parque natural Adamello-Brenta. En la parte sur de la región se encuentra la estación de esquí Madonna di Campiglio, justo sobre el Campo Carlo Magno, un paso que conduce a Val Rendena.
En el este, la región termina en Mostizzolo, donde el valle principal se dobla hacia el sur hasta Val di Non antes de unirse al valle del Adigio, al norte de Trento.
Es un importante centro de deportes de invierno, donde se han disputado varias ediciones del Campeonato Mundial de Ciclismo de Montaña.

## Etimología
El nombre del valle no tiene ninguna relación con el sol como estrella ni con ningún antiguo culto solar. Según Quirino Bezzi, la etimología del topónimo Sole probablemente se debe a Sulis, la divinidad celta de las aguas que los romanos identificaron con Minerva. Esto sería corroborado por la existencia aún hoy en el valle, en Peio y Rabbi, de fuentes de aguas termales.

## Geografía
Val di Sole está ubicado en la parte noroeste de la provincia de Trento, a lo largo del curso alto del río Noce. El valle está rodeado por varios grupos de montañas y cadenas de montañas de gran importancia: el grupo de Ortles-Cevedale al norte, el grupo de Brenta al sur y el de Adamello-Presanella al oeste. En el curso del Noce se insertan varios arroyos menores, como el Meledrio, Vermigliana, Noce Bianco y Rabbiés.
El valle cubre un área de aproximadamente 610 km² y tiene una población residente de alrededor de 15.000 personas. La economía del valle superior se basa principalmente en el turismo, tanto en verano como en invierno, especialmente en los centros de Peio, Passo Tonale, Folgarida y Marilleva. Otros recursos importantes son la ganadería y la explotación forestal. De sus bosques se extrae la trementina que se usa a menudo en medicina. En los municipios más bajos, que gozan de un clima menos rígido, es posible cultivar árboles frutales, especialmente manzanos y cerezos.
La capital de Val di Sole es el pueblo de Malè, ubicado en la parte central del valle y que representa un punto de referencia para toda la economía y las actividades del valle. A lo largo del valle hay 14 municipios diferentes, incluidos los dos municipios de Rabbi y Peio, que se encuentran en dos valles laterales.

## Climatología
| Climograma de Val di Sole | Climograma de Val di Sole | Climograma de Val di Sole | Climograma de Val di Sole | Climograma de Val di Sole | Climograma de Val di Sole | Climograma de Val di Sole | Climograma de Val di Sole | Climograma de Val di Sole | Climograma de Val di Sole | Climograma de Val di Sole | Climograma de Val di Sole |
| --- | ------------------------- | ------------------------- | ------------------------- | ------------------------- | ------------------------- | ------------------------- | ------------------------- | ------------------------- | ------------------------- | ------------------------- | ------------------------- |
| E | F                         | M                         | A                         | M                         | J                         | J                         | A                         | S                         | O                         | N                         | D                         |
| 107 -7 -11 | 102 -4 -11                | 80 0 -8                   | 122 5 -6                  | 129 12 -2                 | 107 17 5                  | 122 17 9                  | 125 16 6                  | 92 13 2                   | 126 8 -1                  | 170 -3 -7                 | 75 -6 -10                 |
| temperaturas en °C • totales de precipitación en mm fuente: |                           |                           |                           |                           |                           |                           |                           |                           |                           |                           |                           |
| Conversión sistema imperial\| E \| F \| M \| A \| M \| J \| J \| A \| S \| O \| N \| D \| \| 4.2 19 12 \| 4 25 12 \| 3.1 32 18 \| 4.8 41 21 \| 5.1 54 28 \| 4.2 63 41 \| 4.8 63 48 \| 4.9 61 43 \| 3.6 55 36 \| 5 46 30 \| 6.7 27 19 \| 3 21 14 \| \| temperaturas en °F • totales de precipitación en pulgadas \| \| \| \| \| \| \| \| \| \| \| \| |                           |                           |                           |                           |                           |                           |                           |                           |                           |                           |                           |
| E | F                         | M                         | A                         | M                         | J                         | J                         | A                         | S                         | O                         | N                         | D                         |
| 4.2 19 12 | 4 25 12                   | 3.1 32 18                 | 4.8 41 21                 | 5.1 54 28                 | 4.2 63 41                 | 4.8 63 48                 | 4.9 61 43                 | 3.6 55 36                 | 5 46 30                   | 6.7 27 19                 | 3 21 14                   |
| temperaturas en °F • totales de precipitación en pulgadas |                           |                           |                           |                           |                           |                           |                           |                           |                           |                           |                           |

| E                                                         | F       | M         | A         | M         | J         | J         | A         | S         | O       | N         | D       |
| 4.2 19 12                                                 | 4 25 12 | 3.1 32 18 | 4.8 41 21 | 5.1 54 28 | 4.2 63 41 | 4.8 63 48 | 4.9 61 43 | 3.6 55 36 | 5 46 30 | 6.7 27 19 | 3 21 14 |
| temperaturas en °F • totales de precipitación en pulgadas |         |           |           |           |           |           |           |           |         |           |         |

## Deporte
El valle ha acogido eventos deportivos de clase mundial. En 1993 se celebró el Campeonato Mundial de Piragüismo en Eslalon en aguas del río Noce. También ha sido sede de varias etapas de la Copa del Mundo de Esquí de fondo, y de las ediciones de 2008, 2016 y 2017 del Campeonato Mundial de Ciclismo de Montaña, del que albergará la competición de 2021.